# سن-دیدیه-سور-شالارون
سن-دیدیه-سور-شالارون (به فرانسوی: Saint-Didier-sur-Chalaronne) یک کمون در فرانسه است که در Canton of Thoissey واقع شده‌است.

## خصوصیات
سن-دیدیه-سور-شالارون ۲۴٫۹۸ کیلومترمربع مساحت و ۲٬۶۵۶ نفر جمعیت دارد و ۱۷۹ متر بالاتر از سطح دریا واقع شده‌است.